# Ankumer Höhe

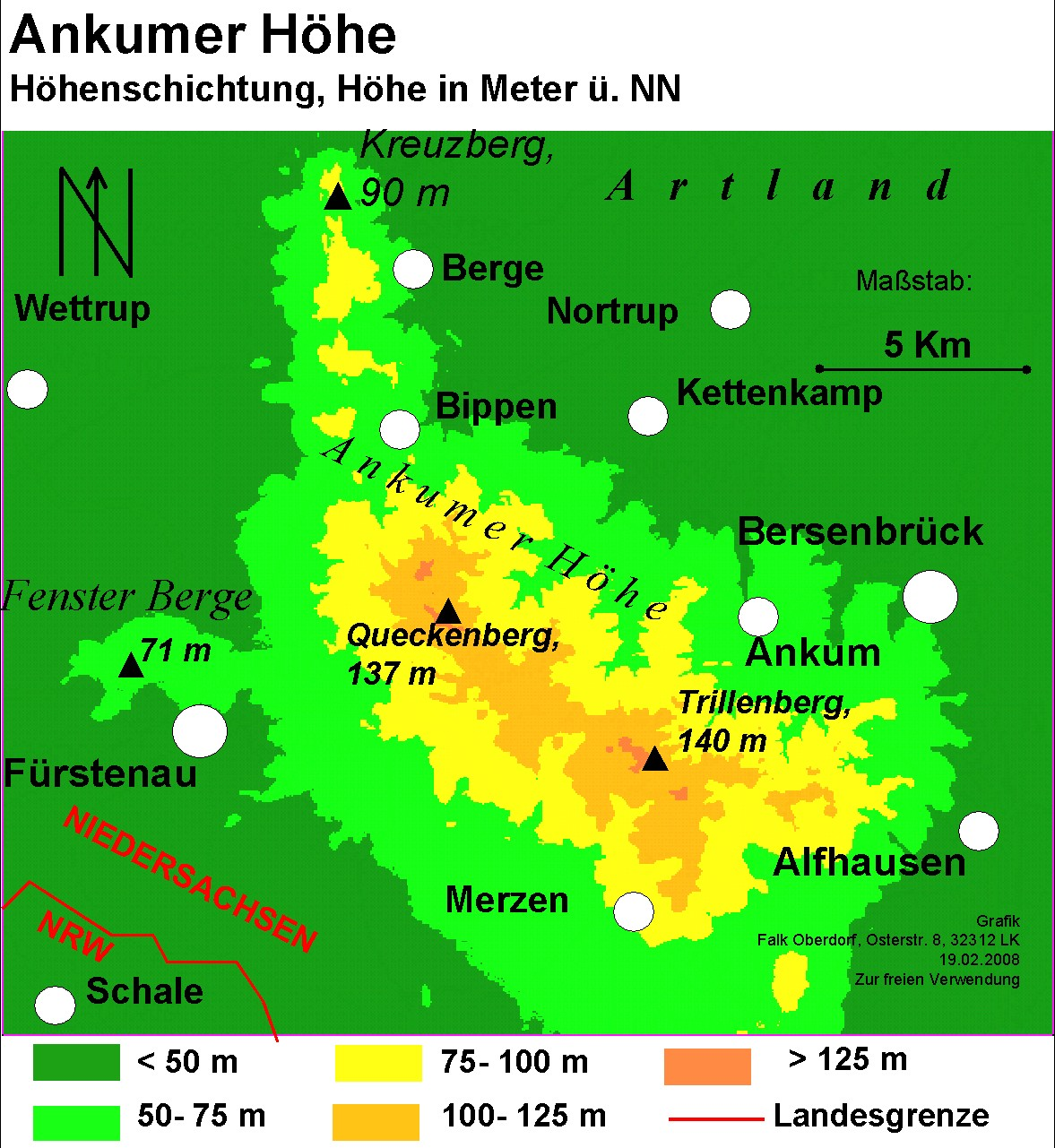
Höhenrelief der Ankumer Höhe

Die Ankumer Höhe, auch Fürstenauer Berge oder Bippener Berge genannt, ist ein bis 142 m ü. NHN hoher Höhenzug im norddeutschen Tiefland im niedersächsischen Landkreis Osnabrück (Deutschland); in westlicher Nachbarschaft liegt der Landkreis Emsland und in nördlicher der Landkreis Cloppenburg. Der Höhenzug ist etwa 20 km lang und nur wenige Kilometer breit.

## Geographie

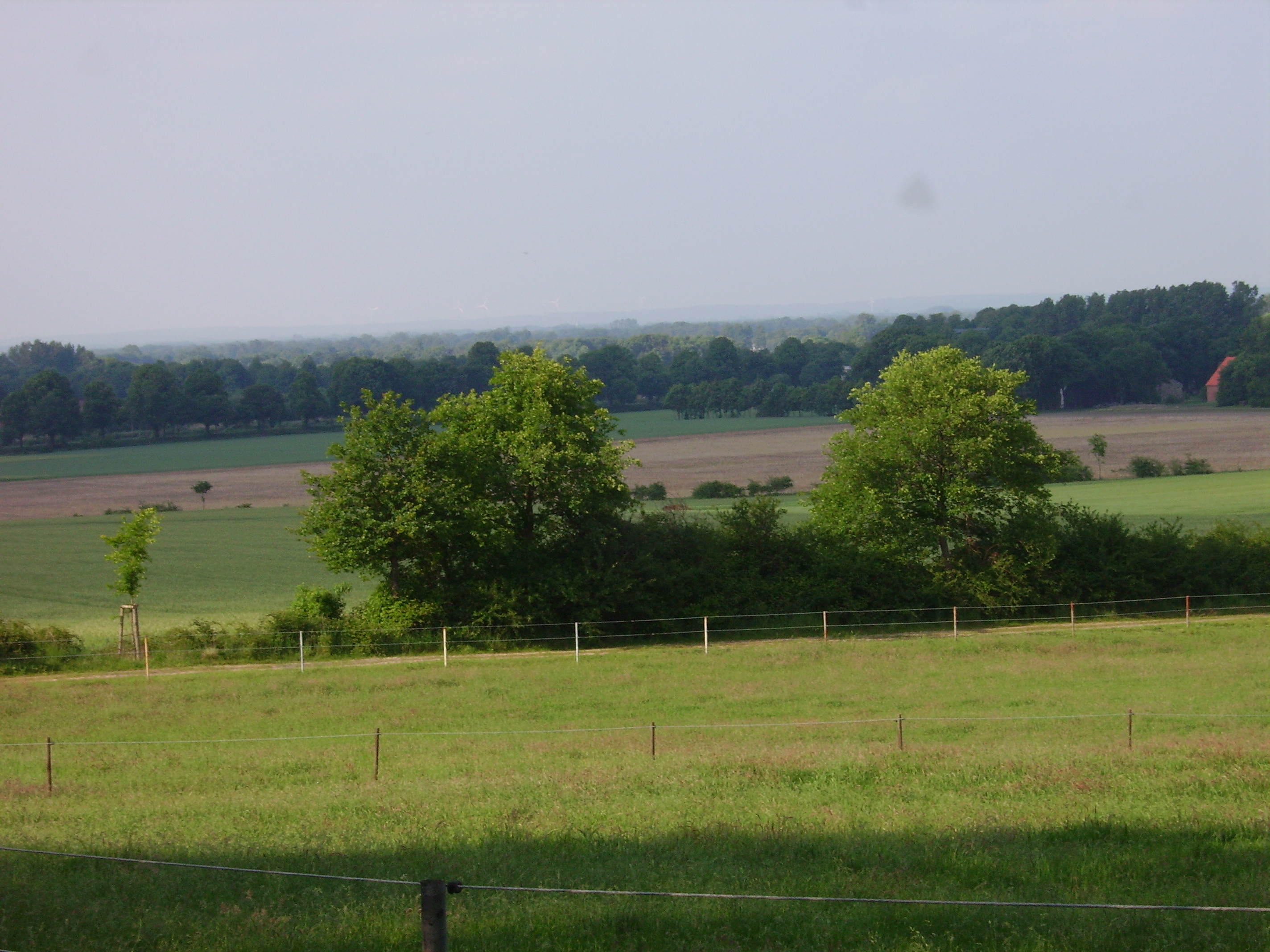
Blick vom Hang des Kälberberges bei Obersteinbeck nordnordostwärts zur Silhouette der Ankumer Höhe am Horizont

### Lage
Die Ankumer Höhe liegt etwa 18 km nordwestlich der nahe Osnabrück befindlichen Mittelstadt Bramsche – etwa zwischen Ankum im Osten und Fürstenau im Westen sowie zwischen Berge im Nordwesten und Alfhausen im Südosten. Die südöstlichen Ausläufer des Höhenzugs, der im Nordwestteil des Natur- und Geopark TERRA.vita (ehemals Naturpark Nördlicher Teutoburger Wald-Wiehengebirge) liegt, reichen fast bis zum bei Alfhausen gelegenen Alfsee. Die Landschaft des Höhenzugs leitet aus dem Landkreis Osnabrück nach Nordwesten in den Landkreis Emsland mit dortigem Herzlake und nach Norden in den Landkreis Cloppenburg mit dortigem Löningen über.
Nachbarn der Ankumer Höhe sind: das Oldenburger Münsterland im Nordosten, die Dammer Berge im Ostsüdosten, der Höhenzug Gehn im Südosten und jenseits davon die Westnordwestausläufer des Wiehengebirges, das Tecklenburger Land im Süden und jenseits davon die Nordwestausläufer des Teutoburger Waldes. Außerdem schließen sich die Lingener Höhe im Westsüdwesten und das Hahnenmoor im Nordwesten mit dem einiges jenseits davon befindlichen Höhenzug Hümmling im Nordwesten an, die alle drei im Emsland liegen.

### Geologie
Die Ankumer Höhe ist Teil einer eiszeitlichen Endmoränenstaffel aus dem früheren Vergletscherungsgeschehen der Saaleeiszeit, dem Drenthe-I-Stadium. Zu dieser auch als Rehburger Phase bezeichneten Eisrandlage, die auf etwa 230.000 Jahre vor heute datiert werden kann, gehören auch die Lingener Höhe, die Dammer Berge, der Kellenberg und der Brelinger Berg, allerdings nicht die Rehburger Berge am Steinhuder Meer. Zusammen mit ihrem fast symmetrischen Gegenstück, den Dammer Bergen jenseits des Hasetales, zeichnet die Ankumer Höhe den markantesten Gletscherlobus dieser Eisrandlage nach; diesen Bersenbrück-Dammer Endmoränenbogen füllte die Tieflandsbucht des Artlandes aus. Mit einer überspannten Distanz von rund 40 km handelt es sich dabei um den weltweit zweitgrößten erhaltenen Gletscherlobus.

### Naturräumliche Zuordnung
Naturräumlich wird die Ankumer Höhe wie folgt zugeordnet:
- (zu 58 Dümmer-Geestniederung)
  - (zu 585 Bersenbrücker Land)
    - (zu 585.0 Bersenbrück-Dammer Endmoränenbogen)
      - 585.00 Bippener Berge (= Ankumer Höhe; westlicher Bogen)
      - 585.01 Ankumer Flottsand-Gebiet (südliche Ostabdachung der Bippener Berge bei Ankum und südlich davon)
      - 585.02 Suttruper Sander (mittlere Ostabdachung der Bippener Berge bei Kettenkamp und Nortrup-Suttrup)
      - 585.03 Dammer Berge (östlicher Bogen)
      - 585.04 Holdorfer Sander (Nordwestabdachung der Dammer Berge bei Holdorf, nach Süden bis Neuenkirchen reichend)
      - 585.05 Dammer Flottsand- und Sandergebiet (Südostabdachung der Dammer Berge bei Damme)

Zwischen 585.02 und 585.04 liegt das Artland (585.10), die Kernlandschaft des Quakenbrücker Beckens (585.1), dessen Süden am Tal der Hase bei Bersenbrück den westlichen und den östlichen Flügel voneinander trennt.

### Erhebungen
Zu den Erhebungen der Ankumer Höhe gehören – sortiert nach Höhe in Meter (m) über Normalhöhennull (NHN; wenn nicht anders genannt laut ):
| - Trillenberg (142 m), bei Ankum-Westerholte - namenlose Kuppe? (141 m), bei Bippen-Klein Bokern - Queckenberg (140 m), bei Bippen-Klein Bokern - Hinterm Rehagen (139 m), bei Bippen-Dalum - Schillerberg (133 m), bei Merzen-Osteroden - Hamberg (130 m), bei Ankum-Westerholte - Beester Berg (125 m), bei Bippen-Klein Bokern - Krippenfeldberg (125 m), bei Merzen-Westeroden - Weserberg (123 m), bei Merzen-Osteroden - Schnaatberg (122 m), bei Bippen-Dalum - Wakesberg (121 m), bei Ankum-Westerholte - Kolkenberg (120 m), bei Merzen-Westeroden - Kuhberg (120 m), bei Merzen-Westeroden - Steinberg (119 m), bei Merzen-Benkenbokern - Boberg (117 m), bei Merzen-Westeroden - Pennigsberg (116 m), bei Eggermühlen-Bentlage - Auf dem Berge (111,3 m), bei Bippen-Dalum - Lehmberg (109 m), bei Bippen-Forsthaus Maiburg | - Rocksberg (108 m), bei Merzen-Lechtrup - Heiligenberg (105 m), bei Alfhausen-Uphausen - Hagen (103 m), bei Bippen-Dalum - Hohes Haus (103 m), bei Bippen-Dalum - Schillerberg (100 m), bei Berge-Berghausen - Die Berge (97 m), nahe Fürstenau-Stallkamp - Flümberg (92 m), bei Bippen-Hartlage - Kreuzberg (90 m), bei Berge - Donarsberg (88 m), bei Berge - Habichtsberg (85 m), bei Bippen-Rullengersberg - Haskenberg (77 m), bei Berge-Grafeld - Buddenberg (75 m), bei Bippen-Hartlage - Rosenberg (72 m), bei Berge-Grafeld - Schwietersberg (60 m), bei Berge-Neustadt - Begaunsberg (59 m), bei Berge-Neustadt - Tannenberg (59 m), bei Berge-Grafeld - Röneberg (53 m), bei Berge-Grafeld |

### Fließgewässer
Zu den Fließgewässern in und nahe der Ankumer gehören:
- Hase, passiert die Ankumer Höhe im Osten, östlicher Nebenfluss der Ems
- Fürstenauer Mühlenbach, entspringt im Mittelteil der Ankumer Höhe, östlicher Zufluss der Deeper Aa im Einzugsgebiet der Großen Aa
- Ueffelner Aue, entspringt im Südosten der Ankumer Höhe, südwestlicher Zufluss der Hase
- Weeser Aa, entspringt im Südosten der Ankumer Höhe, Oberlauf der Halverder Aa im Einzugsgebiet der Großen Aa

### Ortschaften
| In der Ankumer Höhe und im Nordwestteil des Natur- und Geoparks TERRA.vita liegen diese Ortschaften: (alphabetisch sortiert) - Alfhausen - Ankum - Berge - Bippen - Eggermühlen - Kettenkamp - Merzen | Nahe der Ankumer Höhe und des Nordwestteils des sie umgebenden Naturparks befinden sich diese Ortschaften: (alphabetisch sortiert) - Bersenbrück - Bramsche - Fürstenau - Herzlake - Neuenkirchen (Samtgemeinde Neuenkirchen) - Neuenkirchen (Neuenkirchen-Vörden) - Nortrup - Rieste - Ueffeln |

## Geschichte
Einige Hünengräber zeugen davon, dass die Ankumer Höhe schon zu vorgeschichtlicher Zeit besiedelt war.

## Verkehrsanbindung
Zu erreichen ist die Ankumer Höhe über die Bundesstraßen 68, die den Höhenzug östlich passiert, 218, die entlang des südwestlichen Rands des Höhenzugs verläuft, 214, die ihn in West-Ost-Richtung durchquert, und 402, die westlich der Ankumer Höhe verläuft, sowie über die von diesen Straßen abzweigenden Landes- und Kreisstraßen.